# 松平信敏 (大隅守)
松平 信敏（まつだいら のぶとし）は、江戸時代後期の旗本。1200石。通称は勘太郎、大内蔵。官名は大隅守、河内守。

## 経歴
文久2年（1862年）6月に目付に任ぜられる。翌文久3年（1863年）5月に大坂町奉行に転任するが、その早々に勘定奉行津田正路および軍艦奉行勝海舟と共に製艦所を神戸に創設するための調査を命じられている。元治元年（1864年）7月、禁門の変の発端となった長州藩兵の大挙上坂の際、その情報を大坂城代松平信古に報告した。慶応元年（1865年）10月、米英仏蘭4国連合艦隊が大坂湾に来航した四カ国艦隊摂海侵入事件の際、同役の井上義斐、目付の赤松左京と共にフランス軍艦キンシャン号を訪れ、来航目的を問うている。
慶応3年（1867年）1月、大目付に任ぜられるが、同年12月には大坂町奉行に再任した。慶応4年（1868年）、鳥羽・伏見の戦いに参加し、幕府軍が敗れた後に元将軍徳川慶喜と共に江戸へ戻った。その直後に勘定奉行に任ぜられたが、僅か在任23日、翌月には免職となり寄合席となった。